# 中国人民解放军陆军合成第一九五旅
合成第一九五旅（英語：195th Combined Arms Brigade），又称“草原狼”，是中国人民解放军陆军第八十一集团军下辖的一个重型合成旅，驻地内蒙古自治区锡林郭勒盟。

## 概述
该旅由前装甲第一师拆分而来。成立后多次在朱日和訓練基地扮演假想敌，是为“蓝军旅”。

## 沿革
参考资料：
| 部隊番號             | 使用時期                 |
| -------------------- | ------------------------ |
| 机械化步兵第一九五旅 | 2011年11月26日-2017年4月 |
| 合成第一九五旅       | 2017年4月至今            |